# Condado de Benton (Washington)
O Condado de Benton é um dos 39 condados do Estado americano de Washington. A sede de condado é Prosser, e sua maior cidade é Kennewick. O condado possui uma área de 4,559 km², uma população de 142,475 habitantes, e uma densidade populacional de 32 hab/km² (segundo o censo nacional de 2000).